# Andreia Rezende
Andreia Rezende (São Luís),  é uma política brasileira, filiada ao PSB. 
Nas eleições de 2022, foi eleita deputada estadual pela MA.